# Passauer Urbar
Als Passauer Urbare bezeichnet man die Urbare des Passauer Domkapitels vom 12. bis ins 16. Jahrhundert.
Das Bistum Passau war mit 42.000 km² das größte Bistum des Heiligen Römischen Reiches und erstreckte sich zeitweise über Wien hinaus bis in den Westen Ungarns. Innerhalb dieses Gebietes wurde das Bistum belehnt und gelangte über Käufe und Schenkungen zu weiteren Besitztümern, die im Hochstift Passau zusammengefasst wurden und den lokalen Gesetzen unterlagen.
In Österreich verfügte das Hochstift über außerordentlich großen Besitz, der bis in die Neuzeit als reichsmittelbare Gebiete dem Hochstift gehörte und zuletzt nurmehr aus vielen, verstreut liegenden Exklaven bestanden. Verwaltete Gebiete waren zuletzt die Herrschaften Marsbach, Velden, Tannberg, Partenstein, Haichenbach, Wesen, Peilstein, Pürnstein, Starhemberg, Ebelsberg, Schwadorf, Steyreck, Amstetten, Königstetten und Mautern und damit eine größere Fläche als das Kerngebiet des Fürstentums Passau umfasste.
Damit geben die Passauer Urbare tiefe Einblicke in die weltliche Gebarung von Ober- und Niederösterreich und stellen somit eine bedeutende historische Quelle dar.